# 조반니 바티스타 모르가니

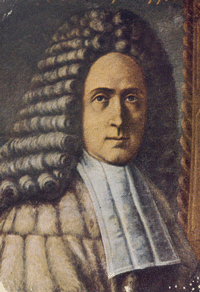
조반니 바티스타 모르가니

조반니 바티스타 모르가니(이탈리아어: Giovanni Battista Morgagni, 1682년 2월 25일 ~ 1771년 12월 6일)는 이탈리아의 해부학자, 병리학자이다.

## 생애

### 어린 시절
모르가니는 1682년 2월 25일 이탈리아의 포를리에서 태어났다. 그의 집안은 유복하였지만 귀족은 아니었다. 훗날 조반니 마리아 란치시에게 보낸 편지를 참고하면 모르가니는 귀족 작위를 얻고 싶어 하였고, 파도바의 기념패 nobilis forolensis에 모르가니가 포함되어있는 것을 보아 결국 작위를 가지는데 성공한 것으로 보인다. 모르가니는 16살에 볼로냐로 가서 철학과 의학을 공부하기 시작하였으며, 3년 뒤인 1701년 둘 모두 박사학위를 취득하였다. 이후 그는 볼로냐에서 마르첼로 말피기의 제자 중 한 명이자 당시 해부학 시범을 맡고 있었던 안토니오 마리아 발살바와 함께 일하였으며 해부학 교습시 사체해부자로 활동하였다. 발살바는 모르가니가 1704년 《귀의 해부구조와 질병》을 출간할 때 많은 부분에서 참여하였다. 이후 1740년 모르가니는 발살바의 글과 일대기를 모아 편집하였고, 여기에는 귀에 대한 중요한 논문 또한 포함되어 있었다. 발살바가 파르마로 전근하자 모르가니는 발살바의 자리를 이어받았다. 1706년 모르가니는 학회에 제출한 보고를 Adversaria anatomica라는 제목으로 출판하였는데, 이로 인하여 그는 유럽에서 뛰어난 해부학자로 널리 알려지게 되었다. 이후 그는 볼로냐의 일을 그만두고 파도바로 거처를 옮겼고, 이곳에서 의학 교수였지만 물리학과 수학에 관련된 글로 더 유명하였던 도메니코 구글리엘미니와 친구가 되었다. 구글리엘미니는 모르가니를 교수로 채용할 생각이었는데, 1710년 갑작스럽게 사망함에 따라서 안토니오 발리스네리가 그 뒤를 이었고 이와 동시에 모르가니는 이론 의학의 학과장이 되었다. 모르가니는 파도바 대학교에 1712년 봄에 도착하여 사망할 때까지 그곳에서 의학을 가르쳤다.

### 파도바 대학교

De sedibus, 1765

파도바에 온지 3년이 지났을 때 모르가니는 베네치아의 평의회에 의해 안드레아스 베살리우스, 가브리엘 팔로피우스, 히에로니무스 파브리키우스 등이 거쳐 간 해부학 학과장이 될 기회를 가지게 되었고, 상원의 표결에 따라 금화 1200 두캇까지 인상이 가능한 상당한 양의 봉급도 지급받게 되었다. 파도바에 온 직후 모르가니는 포를리의 귀족 출신 여성과 혼인을 하였고 3명의 아들과 12명의 딸을 두었다. 파도바 대학교 내에서 그는 상당히 유명해졌으며 그의 동료들과도 좋은 관계를 유지하였다. 모르가니는 전례없는 엄청난 액수의 봉급을 받았으며, 그의 집과 강의실에는 전 유럽에서 학생들이 찾아와 모르가니의 수업을 듣곤 했다. 베네치아 공화국의 평의회와 추기경들과도 친하게 지냈으며 교황도 그를 명예롭게 대해주었다. 1708년 모르가니는 제국 카이사레오-레오폴디나 아카데미에 가입하였으며 1732년에는 승진하였다. 1724년에는 왕립 학회에, 1724년에는 파리 과학 아카데미에, 1735년에는 상트페테르스부르크 아카데미에, 1754년에는 베를린 아카데미에 가입하였다. 그의 제자들 중에는 모르가니의 학파를 계승한 안토니오 스카르파, 도메니코 코투그노, 해부학에 대한 도해서를 1801년에서 1814년에 걸쳐 출간한 레오폴도 마르코 안토니오 칼다니 등이 포함되어 있었다.
1717년에서 1719년에 걸쳐 모르가니는 Adversaria anatomica를 추가적으로 저술하였다. 이 시기에 그는 해부학적 관찰에 대한 글을 쓰기 보다는 보다는 전통적인 학문에 대한 글을 더 많이 썼다. 그가 80살이던 1761년에는 그의 역작이자 병리해부학 발전에 큰 기여를 한 De Sedibus et Causis Morborum per Anatomen Indagatis를 출판하였고, 이 책은 여러번에 걸쳐 재인쇄 되었다. 원래는 라틴어로 쓰였으나, 프랑스어, 영어, 독일어로도 번역되었다. 모르가니는 1771년 12월 6일에 파도바에서 사망하였다.

## 참고 자료
본 문서에는 현재 퍼블릭 도메인에 속한 브리태니커 백과사전 제11판의 내용을 기초로 작성된 내용이 포함되어 있습니다.